# Berehuifalu, Bereg
Berehuifalu (în ucraineană Берегуйфалу; în maghiară Beregújfalu) este o comună în raionul Bereg, regiunea Transcarpatia, Ucraina, formată numai din satul de reședință.

## Demografie
Componența lingvistică a comunei Berehuifalu
     Maghiară (82,19%)
     Ucraineană (17,55%)
     Alte limbi (0,21%)
Conform recensământului din 2001, majoritatea populației comunei Berehuifalu era vorbitoare de maghiară (82,19%), existând în minoritate și vorbitori de ucraineană (17,55%).